# Stefflon Don

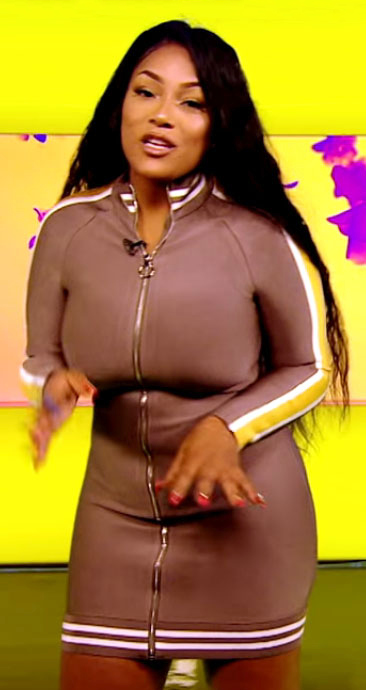
Stefflon Don (2018)

Stefflon Don (* 14. Dezember 1991 in Birmingham, Vereinigtes Königreich, bürgerlich Stephanie Victoria Allen) ist eine britische Sängerin und Rapperin jamaikanischer Abstammung. Mit der Single Hurtin' Me erreichte sie 2017 die Top-10 der britischen Singlecharts.

## Biografie
Stefflon Don wurde als Tochter zweier Jamaikaner in Birmingham geboren, ihre Kindheit verbrachte sie in Rotterdam in den Niederlanden. Seit sie 14 Jahre alt ist, lebt sie in London, wo sie seit 2012 als Hairdresser arbeitete. Ihr Künstlername ist eine Abwandlung des Spitznamens von John Gotti, Teflon Don sowie gleichzeitig eine Komposition aus ihrem Vornamen und ihrem aktuellen Wohnort.
Im September 2016 fungierte Stefflon Don als Gastmusikerin für Jeremih bei dessen Song London. Ebenfalls 2016 veröffentlichte die Rapperin ihre Debüt-EP Real Thing. 2017 arbeitete sie mit Jax Jones und Demi Lovato für Jones Single Instruction zusammen, diese erreichte Platz 17 in den britischen Singlecharts und Platz 31 in den deutschen Singlecharts. Mit ihrer Single Hurtin’ Me, bei der sie von French Montana gefeaturet wird, erreichte Stefflon Don die Top-10 im Vereinigten Königreich und wurde von der British Phonographic Industry mit einer Platin-Schallplatte ausgezeichnet.

## Diskografie

### EPs
- 2018: Hurtin’ Me

### Mixtapes
| Jahr | Titel  | Höchstplatzierung, Gesamtwochen, AuszeichnungChartplatzierungen (Jahr, Titel, Platzierungen, Wochen, Auszeichnungen, Anmerkungen) | Höchstplatzierung, Gesamtwochen, AuszeichnungChartplatzierungen (Jahr, Titel, Platzierungen, Wochen, Auszeichnungen, Anmerkungen) | Höchstplatzierung, Gesamtwochen, AuszeichnungChartplatzierungen (Jahr, Titel, Platzierungen, Wochen, Auszeichnungen, Anmerkungen) | Höchstplatzierung, Gesamtwochen, AuszeichnungChartplatzierungen (Jahr, Titel, Platzierungen, Wochen, Auszeichnungen, Anmerkungen) | Anmerkungen                           |
| Jahr | Titel  | DE | AT | CH | UK | Anmerkungen                           |
| ---- | ------ | --- | --- | --- | --- | ------------------------------------- |
| 2018 | Secure | — | — | — | UK35 (2 Wo.)UK | Erstveröffentlichung: 17. August 2018 |

Weitere Mixtapes
- 2016: Real Ting

### Singles als Leadmusikerin
| Jahr | Titel Album            | Höchstplatzierung, Gesamtwochen, AuszeichnungChartplatzierungen (Jahr, Titel, Album, Platzierungen, Wochen, Auszeichnungen, Anmerkungen) | Höchstplatzierung, Gesamtwochen, AuszeichnungChartplatzierungen (Jahr, Titel, Album, Platzierungen, Wochen, Auszeichnungen, Anmerkungen) | Höchstplatzierung, Gesamtwochen, AuszeichnungChartplatzierungen (Jahr, Titel, Album, Platzierungen, Wochen, Auszeichnungen, Anmerkungen) | Höchstplatzierung, Gesamtwochen, AuszeichnungChartplatzierungen (Jahr, Titel, Album, Platzierungen, Wochen, Auszeichnungen, Anmerkungen) | Anmerkungen                                                                         |
| Jahr | Titel Album            | DE | AT | CH | UK | Anmerkungen                                                                         |
| ---- | ---------------------- | --- | --- | --- | --- | ----------------------------------------------------------------------------------- |
| 2017 | Hurtin’ Me –           | — | — | — | UK7 ×2Doppelplatin · (27 Wo.)UK | Erstveröffentlichung: 16. Juni 2017 feat. French Montana                            |
| 2017 | Ding-a-Ling –          | — | — | — | UK64 (1 Wo.)UK | Erstveröffentlichung: 17. November 2017 mit Skepta                                  |
| 2017 | Bum Bum Tam Tam –      | DE51 Gold · (19 Wo.)DE | — | CH51 (15 Wo.)CH | — | Erstveröffentlichung: 15. Dezember 2017 mit Mc Fioti, Future, J Balvin & Juan Magán |
| 2018 | Cigarette Ivy To Roses | — | — | — | UK41 Gold · (16 Wo.)UK | Erstveröffentlichung: 22. Februar 2018 mit Raye & Mabel                             |
| 2018 | Senseless Secure       | — | — | — | UK63 Gold · (10 Wo.)UK | Erstveröffentlichung: 18. Mai 2018                                                  |
| 2018 | Calypso Vida           | — | — | CH12 (19 Wo.)CH | — | Erstveröffentlichung: 14. Juni 2018 mit Luis Fonsi                                  |
| 2018 | Pretty Girl Secure     | — | — | — | UK85 (4 Wo.)UK | Erstveröffentlichung: 8. August 2018 feat. Tiggs Da Author                          |
| 2019 | Boasty –               | — | — | — | UK11 Platin · (27 Wo.)UK | Erstveröffentlichung: 22. Januar 2019 mit Wiley & Sean Paul feat. Idris Elba        |
| 2019 | Phone Down –           | — | — | — | UK68 (5 Wo.)UK | Erstveröffentlichung: 14. Juni 2019 mit Lil Baby                                    |
| 2019 | Link Up 22             | — | — | — | UK84 (1 Wo.)UK | Erstveröffentlichung: 22. November 2019 mit Geko, Deno & Dappy                      |

Weitere Singles
- 2016: Real Ting
- 2017: 16 Shots (UK: Silber)
- 2017: Envy Us (feat. Abra Cadabra)
- 2018: Push Back (mit Ne-Yo & Bebe Rexha)
- 2019: Take Off (mit Kojo Funds)
- 2019: Don Walk (mit Rymez)
- 2019: Hit Me Up
- 2019: How It’s Done (mit Kash Doll, Kim Petras & Alma)
- 2019: The Reason Why (mit JP Cooper & Banx + Ranx)

### Singles als Gastmusikerin
| Jahr | Titel Album                     | Höchstplatzierung, Gesamtwochen, AuszeichnungChartplatzierungen (Jahr, Titel, Album, Platzierungen, Wochen, Auszeichnungen, Anmerkungen) | Höchstplatzierung, Gesamtwochen, AuszeichnungChartplatzierungen (Jahr, Titel, Album, Platzierungen, Wochen, Auszeichnungen, Anmerkungen) | Höchstplatzierung, Gesamtwochen, AuszeichnungChartplatzierungen (Jahr, Titel, Album, Platzierungen, Wochen, Auszeichnungen, Anmerkungen) | Höchstplatzierung, Gesamtwochen, AuszeichnungChartplatzierungen (Jahr, Titel, Album, Platzierungen, Wochen, Auszeichnungen, Anmerkungen) | Höchstplatzierung, Gesamtwochen, AuszeichnungChartplatzierungen (Jahr, Titel, Album, Platzierungen, Wochen, Auszeichnungen, Anmerkungen) | Anmerkungen                                                                                      |
| Jahr | Titel Album                     | DE | AT | CH | UK | US | Anmerkungen                                                                                      |
| ---- | ------------------------------- | --- | --- | --- | --- | --- | ------------------------------------------------------------------------------------------------ |
| 2017 | Instruction Snacks EP           | DE31 Gold · (15 Wo.)DE | AT66 (4 Wo.)AT | — | UK13 Platin · (18 Wo.)UK | — | Erstveröffentlichung: 16. Juni 2017 Jax Jones feat. Demi Lovato & Stefflon Don                   |
| 2018 | Alone Hopeless Fountain Kingdom | — | — | — | — | US66 ×2Doppelplatin · (14 Wo.)US | Erstveröffentlichung: 16. März 2018 Halsey feat. Big Sean & Stefflon Don                         |
| 2019 | 47 –                            | — | — | — | UK17 (4 Wo.)UK | — | Erstveröffentlichung: 10. Oktober 2019 Sidhu Moose Wala, Mist & Steel Banglez feat. Stefflon Don |
| 2023 | Feels This Good Every Cloud     | — | — | — | UK93 (2 Wo.)UK | — | Erstveröffentlichung: 3. März 2023 Sigala feat. Mae Muller, Caity Baser & Stefflon Don           |
| 2023 | Selecta 2 Ruff Vol. 1           | — | — | — | UK27 Silber · (8 Wo.)UK | — | Erstveröffentlichung: 10. November 2023 Chase & Status feat. Stefflon Don                        |

Weitere Gastbeiträge
- 2016: Kitty Kat (Lisa Mercedez feat. Stefflon Don)
- 2016: Hop On (Angel feat. Stefflon Don)
- 2016: Popalik (Cho feat. Stefflon Don)
- 2016: London (Jeremih feat. Stefflon Don & Krept & Konan)
- 2017: Beast (Toddla T feat. Andrea Martin & Stefflon Don)
- 2018: Slumdog Millionaire (Ghetts feat. Stefflon Don)
- 2018: Réseaux (Remix) (Niska feat. Quavo & Stefflon Don)
- 2018: Same Team (Labrinth feat. Stefflon Don)
- 2018: Diamond Body (Guido Dos Santos feat. Mavado & Stefflon Don)
- 2018: Sober (Nile Rodgers & Chic feat. Craig David & Stefflon Don)
- 2019: Shot & Wine (Sean Paul feat. Stefflon Don)
- 2019: Scared of Love (Rudimental feat. Ray BLK & Stefflon Don)
- 2019: Royalty (XXXTentacion feat. Ky-Mani Marley, Stefflon Don & Vybz Kartel)
- 2024: Habibi (Blok3 feat. Stefflon Don)

## Auszeichnungen für Musikverkäufe
| Goldene Schallplatte - Australien - 2020: für die Single Instruction - Belgien - 2018: für die Single Bum Bum Tam Tam - Brasilien - 2018: für die Single Bum Bum Tam Tam - 2024: für die Single Alone - Dänemark - 2023: für die Single Instruction - Frankreich - 2020: für die Single Hurtin’ Me - 2021: für die Single Instruction - 2024: für die Single Boasty - 2025: für die Single 16 Shots - Italien - 2017: für die Single Instruction - Kanada - 2018: für die Single Alone - 2019: für die Single Hurtin’ Me - 2020: für die Single Instruction - Polen - 2021: für die Single 16 Shots - 2021: für die Single Calypso - Spanien - 2024: für die Single Instruction | Platin-Schallplatte - Brasilien - 2019: für die Single Calypso - 2024: für die Single Instruction - Italien - 2018: für die Single Bum Bum Tam Tam - 2019: für die Single Calypso - Mexiko - 2018: für die Single Calypso - Neuseeland - 2021: für die Single Alone - Polen - 2021: für die Single Instruction - Spanien - 2018: für die Single Bum Bum Tam Tam | 2× Platin-Schallplatte - Mexiko - 2020: für die Single Bum Bum Tam Tam - Spanien - 2018: für die Single Calypso 6× Platin-Schallplatte - Vereinigte Staaten - 2020: für die Single Bum Bum Tam Tam (Latin) Diamantene Schallplatte - Frankreich - 2018: für die Single Bum Bum Tam Tam - Mexiko - 2020: für die Single Bum Bum Tam Tam |

Anmerkung: Auszeichnungen in Ländern aus den Charttabellen bzw. Chartboxen sind in ebendiesen zu finden.
| Land/RegionAuszeichnungen für Musikverkäufe (Land/Region, Auszeichnungen, Verkäufe, Quellen) | Silber     | Gold       | Platin       | Diamant     | Verkäufe  | Quellen             |
| -------------------------------------------------------------------------------------------- | ---------- | ---------- | ------------ | ----------- | --------- | ------------------- |
| Australien (ARIA)                                                                            | —          | Gold1      | —            | —           | 35.000    | aria.com.au         |
| Belgien (BRMA)                                                                               | —          | Gold1      | —            | —           | 15.000    | ultratop.be         |
| Brasilien (PMB)                                                                              | —          | 2× Gold2   | 2× Platin2   | —           | 120.000   | pro-musicabr.org.br |
| Dänemark (IFPI)                                                                              | —          | Gold1      | —            | —           | 45.000    | ifpi.dk             |
| Deutschland (BVMI)                                                                           | —          | 2× Gold2   | —            | —           | 400.000   | musikindustrie.de   |
| Frankreich (SNEP)                                                                            | —          | 4× Gold4   | —            | Diamant1    | 650.000   | snepmusique.com FR2 |
| Italien (FIMI)                                                                               | —          | Gold1      | 2× Platin2   | —           | 125.000   | fimi.it             |
| Kanada (MC)                                                                                  | —          | 3× Gold3   | —            | —           | 120.000   | musiccanada.com     |
| Mexiko (AMPROFON)                                                                            | —          | —          | 3× Platin3   | Diamant1    | 1.040.000 | amprofon.com.mx     |
| Neuseeland (RMNZ)                                                                            | —          | —          | Platin1      | —           | 30.000    | radioscope.co.nz    |
| Polen (ZPAV)                                                                                 | —          | 2× Gold2   | Platin1      | —           | 100.000   | olis.pl             |
| Spanien (Promusicae)                                                                         | —          | Gold1      | 3× Platin3   | —           | 150.000   | elportaldemusica.es |
| Vereinigte Staaten (RIAA)                                                                    | —          | —          | 8× Platin8   | —           | 2.360.000 | riaa.com            |
| Vereinigtes Königreich (BPI)                                                                 | 2× Silber2 | 2× Gold2   | 4× Platin4   | —           | 3.600.000 | bpi.co.uk           |
| Insgesamt                                                                                    | 2× Silber2 | 20× Gold20 | 24× Platin24 | 2× Diamant2 |           |                     |

## Künstlerauszeichnungen
- 2017: MOBO Award in der Kategorie Best Female